# Cotoneaster chadwellii
Cotoneaster chadwellii es una especie de planta del género Cotoneaster, perteneciente a la familia Rosaceae.

## Taxonomía
Cotoneaster chadwellii fue descrita por Jeanette Fryer y Bertil Hylmo en 2009.

## Distribución
Se encuentra en el territorio del Himalaya occidental.